# Lee Jae-yeong
Lee Jae-yeong, kor. 이재영 (ur. 15 października 1996 w Jeonju) – południowokoreańska siatkarka, grająca na pozycji przyjmującej.
Ma siostrę bliźniczkę Lee Da-yeong, która również jest siatkarką i gra na pozycji rozgrywającej.

## Sukcesy klubowe
Liga południowokoreańska:
- 2019[2]
- 2017
- 2016

Liga grecka:
- 2022[3]

## Sukcesy reprezentacyjne
Mistrzostwa Azji:
- 2015[4]
- 2013, 2019

Igrzyska azjatyckie:
- 2014[5]
- 2018[6]

Puchar Azji:
- 2014

Mistrzostwa Azji juniorek:
- 2014

## Nagrody indywidualne
- 2014: Najlepsza przyjmująca mistrzostw Azji juniorek